# Ilha Marchena
A ilha Marchena, conhecida também pelo nome de Bindloe, é uma ilha desabitada do arquipélago das Galápagos, no Equador.